# Дейв Райкерт
Девід Джордж «Дейв» Райкерт (англ. David George «Dave» Reichert; нар. 29 серпня 1950, Детройт-Лейкс, Міннесота) — американський політик республіканець. Він представляє 8-й округ штату Вашингтон у Палаті представників США з 2005 року.
Він навчався у Лютеранському коледжі Конкордія (нині Університет Конкордія). У 1971 році він приєднався до Резерву ВПС США, пройшов дійсну військову службу протягом шести місяців і служив до 1976. Працював шерифом округу Кінґ (Вашингтон) з 1997 по 2004.
Райкерт належить до лютеранства. Одружений, має трьох дітей.